# Руццини, Луиджи
Луиджи Руццини (23 апреля 1658, Венеция, Венецианская республика — 18 марта 1708, Бергамо, Венецианская республика — итальянский прелат, епископ епархии Бергамо.

## Биография

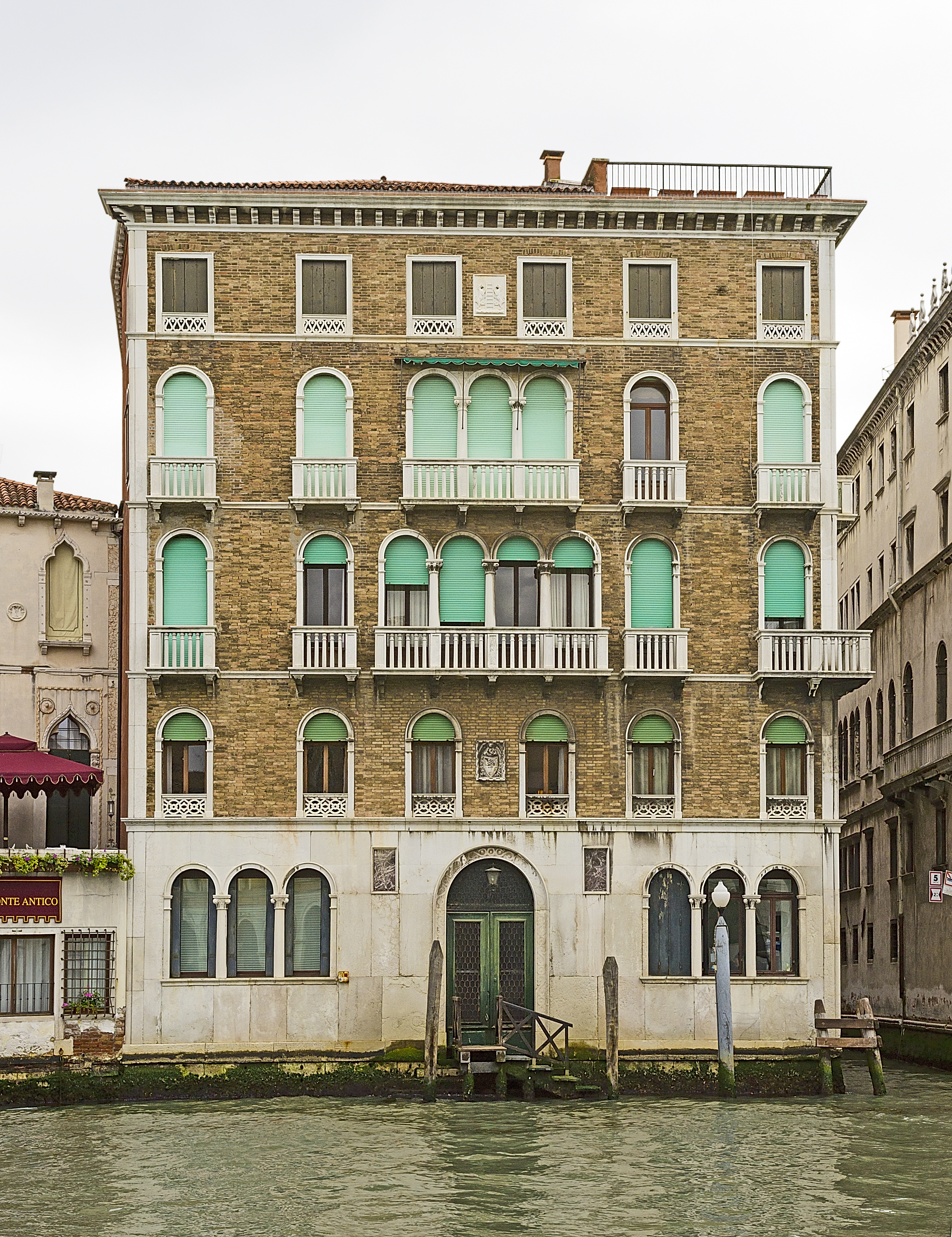
Дворец Руццини в Венеции

Родился в аристократической семье, отец был Подеста
в Падуе, брат дожа Карло Руццини и сенатора Джанантонио Руццини.
Образование получил в Падуе, где изучал каноническое и гражданское право, после чего вошел в корпус Коллегиума Сави (итал. Collegio dei Savi), будучи в должности Магистрата в 1691 году издал декрет, запрещающий торговлю Республики с Далмацией и Хорватией в связи с эпидемиологической угрозой
9 декабря 1696 года, в возрасте 38 лет, принимает рукоположение в сан священника, в течение следующих двух лет возглавляет список клира собора св. Марка

## Епископское служение
После смерти епископа Бергамо Даниэле Джустиниани на вдовствующую кафедру имелось много претендентов, выбор пал на Руццини, так как управление самой богатой епархией Венецианской Республики, требовало такого иерарха, который имея благородное происхождение, был способен примирить церковную и светскую власть.
Новый епископ показал себя, как очень строгий, преданный и активный прелат, он имел обыкновение каждое воскресенье посещать разные приходы, чтобы лично проповедовать католическую доктрину и катехизировать прихожан. Дабы противодействовать коррупции, он проводил курсы и духовные упражнения, во время которых лично исповедовал верующих. Написал инструкцию для священников «Жизнь и служение доброго пастыря», вникал в деятельность епархиальной семинарии, ввел новые правила и упорядочил изучение теологии, философии и апологетики. Старался быть близким с клиром, много общался с ним, выслушивал проблемы и делал соответствующие распоряжения.
Многочисленные пастырские визиты епископа остались зафиксированы во многих приходах епархии. Иерарх много жертвовал на нужды милосердия из своих личных средств, его близость к нуждающимся и больным стала причиной смерти, которая произошла в результате заражения серьёзной инфекцией.